# Johann Albrecht II. (Mecklenburg)

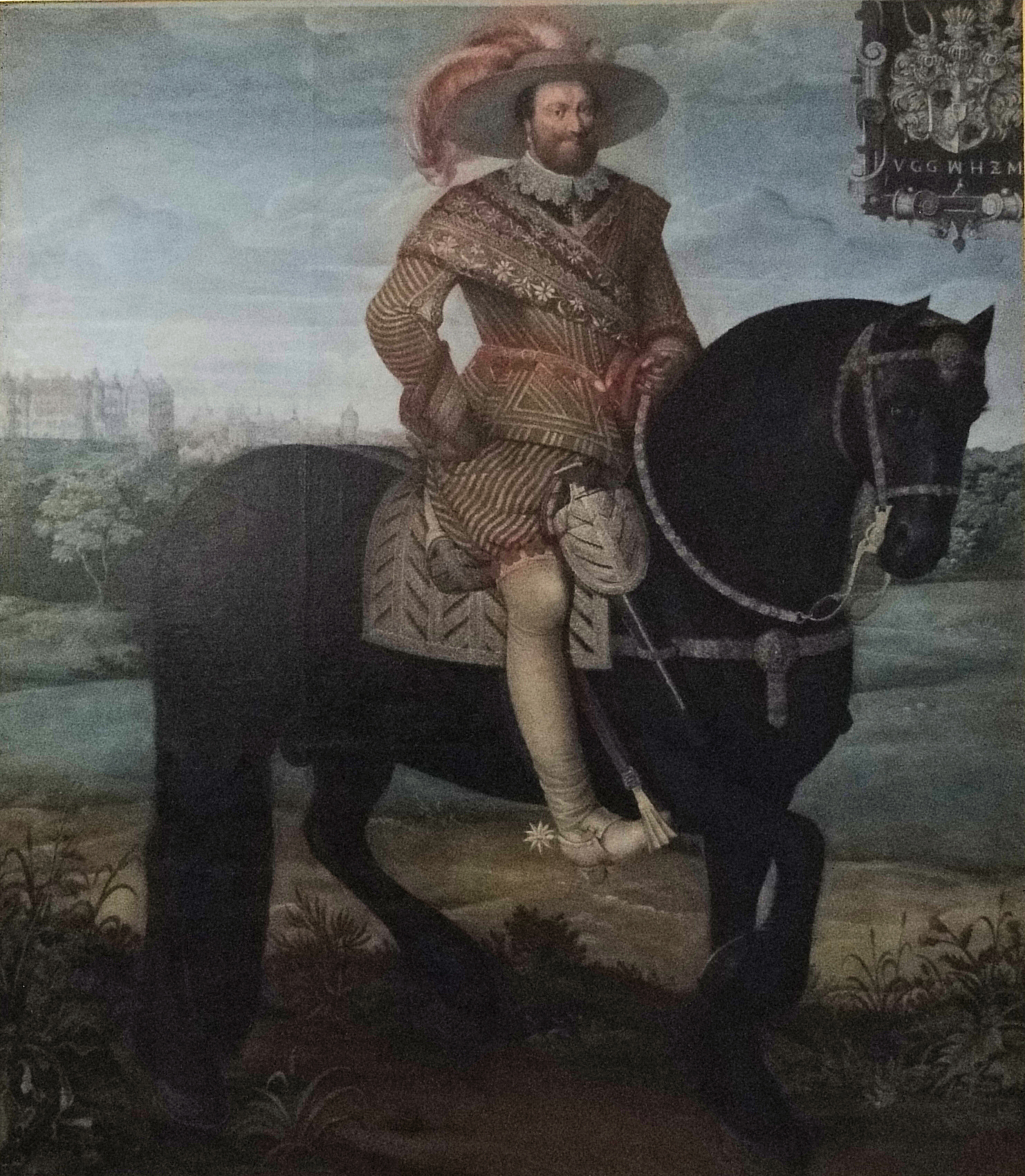
Daniel Block, Porträt von Johann Albrecht II., 1635, Schloss Güstrow

Johann Albrecht II., Herzog zu Mecklenburg [-Güstrow] (* 5. Mai 1590 in Waren; † 23. April 1636 in Güstrow) war von 1608 bis 1610 (unter Vormundschaft) und ab 1621 alleinregierender Herzog zu Mecklenburg im Landesteil Güstrow, sowie zusammen mit seinem Bruder Adolf Friedrich I. von 1611 bis 1621 Regent im gesamten Herzogtum.

## Leben
Johann Albrecht war der Sohn des Herzogs Johann VII. und der Sophia von Schleswig-Holstein-Gottorf. Unter dem Gesellschaftsnamen Der Vollkommene wurde er als Mitglied in die Fruchtbringende Gesellschaft aufgenommen.
Er regierte seit 16. April 1608, unter Vormundschaft von Herzog Karl I., gemeinschaftlich mit seinem Bruder Adolf Friedrich I. im Landesteil Schwerin, und folgte seinem Vormund am 9. Juli 1611 im Landesteil Güstrow. Bei der Zweiten Mecklenburgischen Hauptlandesteilung wurde ihm dann die Regentschaft in Mecklenburg-Güstrow allein zugesprochen. Ab 1614 wandte er sich der reformierten Kirche zu, öffentlich bekundet durch seine 2. Heirat.
Beide Brüder traten 1623 dem Defensivbündnis der niedersächsischen Kreisstände bei, versuchten sich im Krieg neutral zu verhalten, unterstützten aber heimlich die dänischen Truppen des Königs Christian IV., wurden deshalb von den Kaiserlichen unter Tilly nach dem Siege bei Lutter als Feinde behandelt.
Am 19. Januar 1628 stellte der Kaiser Ferdinand II. aus dem Schloss Brandis in Böhmen eine Urkunde aus, durch welche er die Herzöge ihres Landes entsetzte und Wallenstein zunächst unterpfändlich, am 16. Juni 1629 erblich mit demselben belehnte. Im Mai 1628 verließen sie, von jenem gedrängt, das Land, in welches sie nach seinem Sturz im Mai 1631 mit Hilfe der schwedischen Truppen zurückkehrten. Johann Albrecht starb kurz vor Vollendung des 46. Lebensjahres und wurde im Güstrower Dom beerdigt.

## Familie
Johann Albrecht II. war dreimal verheiratet.
(I.) Am 9. Oktober 1608 heiratete er Margarete Elisabeth (1584–1616), Tochter von Christoph, Herzog zu Mecklenburg, und Elisabeth von Schweden. Der Ehe entstammen folgende Kinder:
- Johann Christoph (1611–1612)
- Sophie Elisabeth (1613–1676) ⚭ August II. (Braunschweig-Wolfenbüttel)
- Christine Margarete (1615–1666)

⚭ 11. Februar 1640 Franz Albrecht von Sachsen-Lauenburg
⚭ 6. Juli 1650 Christian Ludwig I., Herzog zu Mecklenburg [-Schwerin] (Scheidung 1663)
- Karl Heinrich (1616–1618)

(II.) Am 26. März 1618 heiratet er Elisabeth von Hessen-Kassel (1596–1625), Tochter von Moritz von Hessen-Kassel. Die Ehe blieb ohne Kinder.
(III.) Am 7. Mai 1626 heiratete er Eleonore Marie von Anhalt-Bernburg (1600–1657), Tochter von Fürst Christian I. von Anhalt-Bernburg). Das Paar hatte folgende Kinder:
- Anna Sophie (* 29. September 1628; † 10. Februar 1666) ⚭ Ludwig IV. von Liegnitz
- Johann Christian (1629–1631)
- Eleonore (1630–1631)
- Gustav Adolf (1633–1695)
- Louise (20. Mai 1635 bis 6. Januar 1648)